# Parc naturel des mangroves du Rio Cacheu
Pour les articles homonymes, voir Cacheu.
Le Parc naturel des mangroves du Rio Cacheu (PNTC) est un parc naturel situé en Guinée-Bissau et créé en 2000. Il porte le nom portugais de Parque Natural dos Tarrafes do Rio Cacheu.
Le parc a été désigné site Ramsar le 22 mai 2015,.

## Géographie
Il comprend une grande partie de l'estuaire du fleuve Rio Cacheu. Le parc couvre une superficie de 88 615 ha (886 kilomètres carrés), dont 68 % représentent la surface couverte par la mangrove (tarrafes en portugais). Celle-ci est considérée comme étant le plus grand bloc continu de mangrove en Afrique de l'Ouest.

## Faune

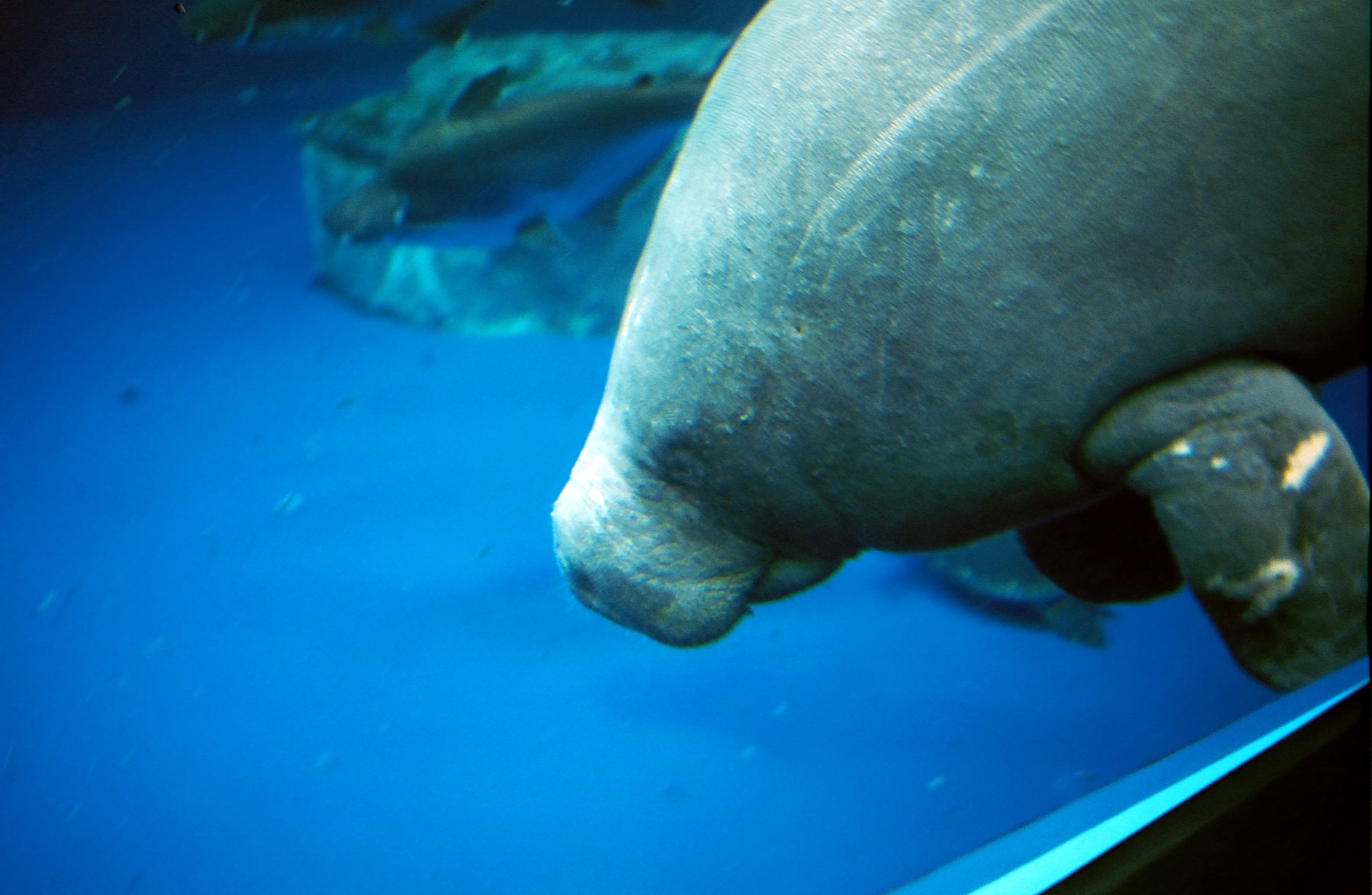
Trichechus senegalensis (lamantin du Sénégal)

Ces vastes mangroves hébergent un grand nombre d'oiseaux migrateurs qui viennent hiverner dans le parc. 
Parmi les mammifères, on trouve les dauphins Tursiops truncatus et Sousa teuszii, les hippopotames Hippopotamus amphibius, et aussi les lamantins ouest-africains de l'espèce Trichechus senegalensis, des gazelles Tragelaphus scriptus (ou guib harnaché) et des macaques verts Cercopithecus aethiops. 
Les reptiles sont également nombreux, et parmi eux les crocodiles africains  crocodiles du Nil et crocodiles nains.